# Хан, Салман
Салма́н Хан (урду سلمان خان‎, англ. Salman Khan, [səlˈmɑːn ˈxɑːn]; полное имя: Абду́л Раши́д Сали́м Салма́н Хан, род. 27 декабря 1965, Индур, Индия) — индийский актёр и телеведущий. Считается одной из популярнейших звёзд Болливуда.

## Биография
Салман Хан родился 27 декабря 1965 года в городе Индаур индийского штата Мадхья-Прадеш в семье писателя и сценариста мусульманина-пуштуна Салима Хана и художницы индуистки Салмы Хан (до замужества — Сушилы Чарак). Некоторые источники ошибочно указывают 1964 год рождения, но это не соответствует действительности — Салим и Салма вступили в брак осенью 1964 года. Родители Салмана имеют ещё троих родных детей — Алвиру, Арбааза и Сохейла — и одну удочерённую дочь — Арпиту. Позже Салим привёл в дом вторую жену, легендарную танцовщицу и актрису католичку Хелен, прославившуюся своим неповторимым стилем в одежде и танце. У Хелен своих детей нет, но дети Салмы называют её матерью.
Хотя Салма Хан приняла ислам после замужества, и, соответственно стала ежедневно совершать намаз и читать Коран, но она не перестала соблюдать индуистские традиции (делать пуджу, читать Гаятри-мантру и Хануман чалису). Поскольку вторая жена Салима была католичкой, то по средам семья ходила в католическую церковь на новенну. Поэтому в семье Салима Хана много лет мирно сосуществуют и поддерживаются традиции трёх религий: ислама, индуизма и католицизма, основы которых Салман и другие их дети узнали ещё в детстве.
Позже семья переехала в Бомбей, где Салман живёт до настоящего времени.

### Семья
- Отец — Салим Хан (род. 1935, сценарист)
- Мать — Салма Хан (художница)
- Вторая мать — Хелен (род. 21.10.1938, известная актриса и танцовщица)
- Братья — Арбааз (род. 4.08.1967, актёр, продюсер, режиссёр) и Сохайл (род. 20.12.1970, актёр, режиссёр и продюсер)
- Сёстры — Алвира и Арпита

## Карьера
Салман начал свою актёрскую карьеру в возрасте 22-х лет, сыграв одну из второстепенных ролей в фильме «Супруга» (1988). В главной роли снялась дива Болливуда Рекха, но несмотря на это особым успехом фильм не пользовался.
Слава пришла к Салману только со следующим фильмом — «Я полюбил», вышедшим на экраны в 1989 году. Фильм имел оглушительный успех и стал одним из самых успешных фильмов в истории Болливуда, а Салман, сыгравший главную роль, был награждён премией за лучший дебют года и номинирован на премию за лучшую мужскую роль. Своим успехом картина, классифицированная впоследствии как All Time Blockbuster, была обязана не в последнюю очередь его великолепной игре и природной харизме.

### 1990-е годы
В 1991 году Салман снялся в одной из главных ролей в суперхите «Мой любимый» и оказался по данным boxofficeindia.com в тройке самых популярных актёров 1991 года после Амитабха Баччана и Санджая Датта. В 1994 году вышел на экраны самый успешный фильм 90-х годов «Кто я для тебя?» с ним и Мадхури Дикшит в главных ролях. Фильм имел и до сих пор имеет колоссальный успех у публики, был классифицирован как All Time Blockbuster и стал вторым по величине кассовых сборов за всю историю индийского кино, уступая лишь фильму «Месть и закон». В 1995 году, сыграв роль кикбоксера в блокбастере «Каран и Арджун», Салман Хан был номинирован на премию за лучшую мужскую роль и стал популярнейшим героем боевиков. За роль второго плана в фильме «Всё в жизни бывает», вышедшего в 1998 году и также классифицированного как All Time Blockbuster, актёр был награждён премией Filmfare. В 1999 Салман стал самым популярным актёром года благодаря ролям в фильмах «Жена номер один», «Нас не разлучить» и «Навеки твоя».
Среди фильмов 1990-х годов следует отметить также «Любовь без памяти», «Мир музыки» — режиссёрский дебют Санджая Лилы Бхансали, и «Беспечные близнецы» с Салманом в двойной роли.
Фильм-боевик «Десять» (Dus, 1997), рассказывающий об индо-пакистанском конфликте, с Салманом Ханом и Санджаем Даттом в главных ролях так и не был доснят . Съёмки были прекращены из-за внезапной смерти режиссёра Мукула Ананда. Был выпущен только саундтрек к фильму. Между тем, фильму пророчили большой успех. Информацию о фильме, сценарий и видеоматериал можно найти на сайте, посвящённом Мукулу Ананду.

### 2000-е годы
В 2001 году вышел фильм «Чужой ребёнок», который мог бы иметь большой успех, если бы не скандал, связанный с финансированием (в нём подозревали мафиозного босса Бхарата Шаха). Поэтому показ фильма проходил в Индии с большими трудностями. Тем не менее Салман Хан был награждён премией Z-Gold Bollywood Award как лучший исполнитель главной роли. 

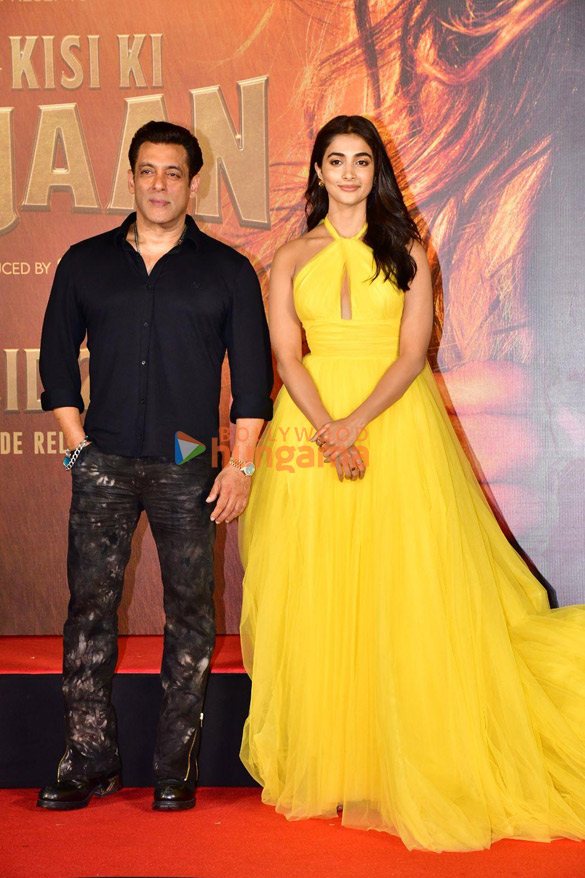
Пуджа Хегде и Салман Хан

В вышедшем в 2003 году фильме «Всё отдаю тебе» Салман сыграл одну из лучших ролей в своей карьере. В том же году он сыграл ключевую роль в фильме «Любовь и предательство», рассказывающую о жизни пожилой пары всю жизнь помогавшей своим детям, но не получившим помощи от них. В следующем году на экраны вышел фильм «Не всё потеряно», затрагивающий такую непривычную для индийского кино тему, как отношение общества к больным СПИДом и ВИЧ-инфицированным. Значение этой картины и вклад Салмана, сыгравшего роль больного СПИДом, были высоко оценены международной организацией по борьбе с распространением СПИДа и ВИЧ. В том же году вышла комедия «Выходи за меня замуж», имевшая большой успех у публики.
2005 год был весьма успешным в карьере Салмана, сыгравшего несколько разноплановых ролей: пациента психиатрической клиники в фильме «Грустная история любви», ловеласа и сердцееда в хитах «В водовороте неприятностей» и «Как я полюбил» и романтического героя в снятом в России фильме «Лаки. Не время для любви», посвящённом теме любви мужчины среднего возраста и ученицы старших классов. В 2006 году Салман снялся в дебютном фильме режиссёра Шириша Кундера «Моя любимая», сделанном в необычном для Болливуда стиле и полном неожиданных спецэффектов. В 2007 году наконец вышел на экраны первый голливудский фильм с участием Салмана Хана «Мариголд: Путешествие в Индию», снятый ещё в 2005 году. В этом же году свет увидели «Здравствуй, любовь!», объединивший большое количество индийских кинозвёзд, и «Партнёр», ставший блокбастером и самой успешной комедией в истории Болливуда на тот момент.
В 2007 году за выдающийся вклад в развитие индийского кинематографа Салман Хан был награждён Премией Раджива Ганди.

### 2010-е годы
В 2010 году вышел фильм «Вир — герой народа», в котором актёр снялся в роли мятежника, борющегося против раджи, получивший в прокате статус «среднее». В нём Салман выступил не только как актёр, но и как сценарист. В том же году состоялась премьера боевика «Бесстрашный», продюсером которого был его брат Арбаз, а сам Салман сыграл полицейского Чубула Пандея. Фильм стал блокбастером, и через два года вышло его продолжение, так как первый фильм имел коммерческий успех.
В 2016 году единственным фильмом с его участием стал «Султан», где он исполнил роль борца греко-римского стиля в паре с Анушкой Шармой. Фильм имел коммерческий успех.
В 2017 году вышел фильм Tubelight, где он сыграл человека, который ищет пропавшего брата с помощью местного мальчишки. Фильм получил негативную оценку и провалился в прокате. В том же году состоялась премьера «Тигр жив», сиквела «Жил-был тигр» 2012 года, ставшего кассовым хитом.

## Фильмография

### В качестве актёра
| Год  |    | Русское название                    | Оригинальное название                 | Роль                                          |
| ---- | -- | ----------------------------------- | ------------------------------------- | --------------------------------------------- |
| 1988 | ф  | Супруга                             | Biwi Ho To Aisi                       | Викки Бхандари                                |
| 1989 | ф  | Я полюбил                           | Maine Pyar Kiya                       | Прем                                          |
| 1990 | ф  | Революционер                        | Baaghi: A Rebel for Love              | Саджан Суд                                    |
| 1991 | ф  | Любовная история                    | Love                                  | Притхви                                       |
| 1991 | ф  | Мой любимый                         | Saajan                                | Акаш Варма                                    |
| 1991 | ф  | Любимая                             | Kurbaan                               | Акаш                                          |
| 1991 | ф  | Обманутый возлюбленный              | Sanam Bewafa                          | в роли самого себя                            |
| 1991 | ф  | Каменные цветы                      | Patthar Ke Phool                      | Сурадж Верма                                  |
| 1992 | ф  | Решение                             | Nishchaiy                             | Рохит Ядав / Васудев Гуджрал                  |
| 1992 | ф  | Любовь без памяти                   | Ek Ladka Ek Ladki                     | Раджа                                         |
| 1992 | ф  | Сурьяванши                          | Suryavanshi                           | Сурьяванши Викрам Сингх / Викки               |
| 1992 | ф  | Путь к новой жизни                  | Jaagruti                              | Джунгу                                        |
| 1993 | ф  | Чандра Мукхи                        | Chandra Mukhi                         | Раджа Рай                                     |
| 1993 | ф  | Влюблённое сердце                   | Dil Tera Aashiq                       | Виджай                                        |
| 1994 | ф  | Луноликая                           | Chaand Kaa Tukdaa                     | Шьям Малхотра                                 |
| 1994 | ф  | Хочу жениться на дочери миллионера  | Andaz Apna Apna                       | Прем Бхопали                                  |
| 1994 | ф  | Возлюбленная с каменным сердцем     | Sangdil Sanam                         | Кишан                                         |
| 1994 | ф  | Кто я для тебя?                     | Hum Aapke Hain Koun…!                 | Прем                                          |
| 1995 | ф  | Героический конец                   | Veergati                              | Аджай                                         |
| 1995 | ф  | Каран и Арджун                      | Karan Arjun                           | Аджай Каран                                   |
| 1996 | ф  | Враг любви / Любовь и ненависть     | Dushman Duniya Ka                     | Салман                                        |
| 1996 | ф  | Любовь преступника                  | Jeet                                  | Раджу                                         |
| 1996 | ф  | Мир музыки                          | Khamoshi: The Musical                 | Радж                                          |
| 1996 | ф  | Водоворот судьбы                    | Majhdhaar                             | Гопал                                         |
| 1997 | ф  | Муки любви                          | Deewana Mastana                       | Прем                                          |
| 1997 | ф  | Оружие                              | Auzaar                                | инспектор Сурадж Пракаш                       |
| 1997 | ф  | Десять                              | Dus (незавершён)                      | Капитан Джит Шарма                            |
| 1997 | ф  | Беспечные близнецы                  | Judwaa                                | Прем / Раджа Малхотра                         |
| 1998 | ф  | Всё в жизни бывает                  | Kuch Kuch Hota Hai                    | Аман Мехра                                    |
| 1998 | ф  | Истинные ценности                   | Bandhan                               | Раджу                                         |
| 1998 | ф  | Когда влюбляешься                   | Jab Pyaar Kisise Hota Hai             | Сурадж Дъанраджгир                            |
| 1998 | ф  | Не надо бояться любви               | Pyaar Kiya To Darna Kya               | Сурадж Кханна                                 |
| 1999 | ф  | Навеки твоя                         | Hum Dil De Chuke Sanam                | Самир                                         |
| 1999 | ф  | Привет от брата-невидимки           | Hello Brother                         | Хиро                                          |
| 1999 | ф  | Жена номер один                     | Biwi No. 1                            | Прем                                          |
| 1999 | ф  | Безответная любовь                  | Jaanam Samjha Karo                    | Рахул                                         |
| 1999 | ф  | Нас не разлучить                    | Hum Saath-Saath Hain: We Stand United | Прем                                          |
| 1999 | ф  | Только ты                           | Sirf Tum                              | Прем                                          |
| 2000 | ф  | Как бы не влюбиться                 | Kahin Pyaar Na Ho Jaaye               | Прем Капур                                    |
| 2000 | ф  | Несколько слов о любви              | Dhaai Akshar Prem Ke                  | в роли самого себя                            |
| 2000 | ф  | Каждое любящее сердце               | Har Dil Jo Pyar Karega…               | Радж / Роми                                   |
| 2000 | ф  | Братья-соперники                    | Chal Mere Bhai                        | Прем Оберой                                   |
| 2000 | ф  | С любимой под венец                 | Dulhan Hum Le Jayenge                 | Раджа Оберой                                  |
| 2001 | ф  | Чужой ребёнок                       | Chori Chori Chupke Chupke             | Радж Мальхотра                                |
| 2002 | ф  | Поездка в Лондон                    | Yeh Hai Jalwa                         | Радж Миттал / Радж «Раджу» Саксена            |
| 2002 | ф  | Единственная                        | Hum Tumhare Hain Sanam                | Сурадж                                        |
| 2002 | ф  | Возвращение в прошлое               | Tumko Na Bhool Paayenge               | Али / Вир Сингх Тхакур                        |
| 2003 | ф  | Любовь и предательство              | Baghban                               | Алок Радж                                     |
| 2003 | ф  | Всё отдаю тебе                      | Tere Naam                             | Радхе Мохан                                   |
| 2003 | ф  | Любовь в Нью-Йорке                  | Love at Times Square                  | в роли самого себя                            |
| 2004 | ф  | Сердце, не перестающее биться       | Dil Ne Jise Apna Kaha                 | Ришабх                                        |
| 2004 | ф  | Не всё потеряно                     | Phir Milenge                          | Рохит Манчанда                                |
| 2004 | ф  | Выходи за меня замуж                | Mujhse Shaadi Karogi                  | Самир Малхотра                                |
| 2004 | ф  | Честь                               | Garv: Pride and Honour                | Арджун Ранават                                |
| 2005 | ф  | Грустная история любви              | Kyon Ki                               | Ананд                                         |
| 2005 | ф  | В водовороте неприятностей          | No Entry                              | Прем                                          |
| 2005 | ф  | Как я полюбил                       | Maine Pyar Kyun Kiya?                 | доктор Самир Мальхотра                        |
| 2005 | ф  | Лаки. Не время для любви            | Lucky: No Time for Love               | Адитья                                        |
| 2006 | ф  | Предсказание                        | Saawan: The Love Season               | Самир                                         |
| 2006 | ф  | После свадьбы                       | Shaadi Karke Phas Gaya Yaar           | Айян                                          |
| 2006 | ф  | Моя любимая                         | Jaan-E-Mann                           | Сухан Капур                                   |
| 2006 | ф  | Папа                                | Baabul                                | Анвинаш Капур                                 |
| 2007 | ф  | Здравствуй, любовь!                 | Salaam-e-Ishq: A Tribute to Love      | Рахул                                         |
| 2007 | ф  | Партнёр                             | Partner                               | Прем                                          |
| 2007 | ф  | Мариголд: Путешествие в Индию       | Marigold: An Adventure In India       | Прем                                          |
| 2007 | ф  | Возлюбленная                        | Saawariya                             | Имаан                                         |
| 2007 | ф  | Когда одной жизни мало              | Om Shanti Om                          | камео в песне «Deewangi Deewangi»             |
| 2008 | ф  | О Боже, ты велик!                   | God Tussi Great Ho                    | Арун Праджапати                               |
| 2008 | ф  | Наследники                          | Yuvrааj                               | Девен Юврадж                                  |
| 2008 | ф  | Алло, колл-центр слушает!           | Hello…                                | в роли самого себя                            |
| 2008 | ф  | Герои                               | Heroes                                | Балкар Сингх / Парминдер Сингх                |
| 2009 | ф  | Особо опасен                        | Wanted                                | Радхе / Раджвир Шикхава                       |
| 2009 | ф  | Мистер и миссис Кханна              | Main Aur Mrs Khanna                   | Самир Кханна                                  |
| 2009 | ф  | Лондонские мечты                    | London Dreams                         | Манджит «Манну» Кхосла                        |
| 2009 | ф  | Удивительная история странной любви | Ajab Prem Ki Ghazab Kahani            | в роли самого себя                            |
| 2010 | ф  | Вир — герой народа                  | Veer                                  | Вир                                           |
| 2010 | ф  | Бесстрашный                         | Dabangg                               | Чубул Пандей                                  |
| 2011 | ф  | Всегда готов!                       | Ready                                 | Прем Капур                                    |
| 2011 | ф  | Охранник для дочери                 | Bodyguard                             | Лавли Сингх                                   |
| 2012 | ф  | Жил-был тигр                        | Ek Tha Tiger                          | Маниш Чандра / Авинаш Сингх Ратхор / «Тигр»   |
| 2012 | ф  | Бесстрашный снова в бою             | Dabangg 2                             | Чубул Пандей                                  |
| 2012 | ф  | Закон гостеприимства                | Son of Sardaar                        | Патан (камео)                                 |
| 2014 | ф  | Плата за победу                     | Jai Ho!                               | майор Джай Агнихотри                          |
| 2014 | ф  | Потрясающий                         | Lai Bhaari (мар.)                     | в роли самого себя                            |
| 2014 | ф  | Драйв                               | Kick                                  | Деви Лал Сингх / Дьявол                       |
| 2015 | ф  | Брат Баджранги                      | Bajrangi Bhaijaan                     | Паван Кумар Чатурведи по прозвищу «Баджранги» |
| 2015 | ф  | Сокровище по имени любовь           | Prem Ratan Dhan Payo                  | Прем Дилвале и принц Юврадж Виджай Сингх      |
| 2016 | ф  | Султан                              | Sultan                                | Султан Али Хан                                |
| 2017 | мф |                                     | Hanuman Da' Damdaar                   | Хануман (озвучка)                             |
| 2017 | ф  | Свет надежды                        | Tubelight                             | Лаксман                                       |
| 2017 | ф  | Тигр жив                            | Tiger Zinda Hai                       | Тайгер                                        |
| 2018 | ф  | Гонка 3                             | Race 3                                | Сикандер                                      |
| 2018 | ф  | Ноль                                | Zero                                  | в роли самого себя                            |
| 2019 | ф  | Бхарат                              | Bharat                                | Бхарат                                        |
| 2019 | ф  |                                     | Kick 2                                | Деви Лал Сингх                                |
| 2023 | ф  | Чей-то брат, чья-то жизнь           | Kisi Ka Bhai Kisi Ki Jaan             | Бхайджаан                                     |
| 2023 | ф  | Тигр 3                              | Tiger 3                               | Тигр / Авинаш Сингх Ратхор                    |

### В качестве сценариста
- 1990 — Революционер / Baaghi: A Rebel for Love
- 1993 — Чандра Мукхи / Chandra Mukhi

### В качестве закадрового исполнителя
- 1999 — Привет от брата-невидимки / Hello Brother
- 2015 — Герой / Hero — 'Main Hoon Hero Tera

## Личная жизнь
Салман живёт в Galaxy Apartments, Бандра, Мумбаи. Также он имеет участок площадью 150 акров в Панвеле, в котором есть 3 бунгало, бассейн и тренажёрный зал. Он никогда не был женат и его отношения вызвали живой интерес у средств массовой информации и его поклонников.
В 1999 году он начал встречаться с его коллегой по съёмочной площадке — Айшварией Рай. Их отношения часто освещались в средствах массовой информации. Но и тут не обошлось без скандалов. Актёра обвиняли в изменах и непристойном поведении с девушкой.
На него постоянно жаловались родители актрисы и в конечном итоге их отношения закончились; пара рассталась в 2001 году.
Самые длительные романтические отношения у звезды сложились с его коллегой по съёмочной площадке — Катриной Каиф, с которой он начал встречаться в 2003 году, и для которой, по её словам, это были её первые серьезные отношения. Только после нескольких лет спекуляций в прессе Каиф призналась в своем интервью 2011 года, что в течение нескольких лет она была в серьезных отношениях с Салманом Ханом. В 2010 году они расстались друзьями.
Он сыграл огромную роль в моей карьере. Нет никаких сомнений, что я ценю его мнение. Но как человек, Салман имел наибольшее влияние на мою жизнь. Я подружилась с ним, когда я была молода и его личность оказала на меня сильное впечатление. Если я оглядываюсь назад, то вижу его влияние на мою жизнь, и это потрясающе.
Также он состоял в серьёзных отношениях с актрисами Сангитой Биджлани и Соми Али.
В августе 2011 года Хан признался, что страдает от невралгии тройничного нерва, расстройства тройничного нерва, широко известного как «болезнь самоубийства». В интервью он сказал, что он спокойно переносил его в течение последних семи лет, но теперь боль стала невыносимой. Это даже повлияло на его голос, сделав его намного более грубым.
В 2017 году появились слухи о том, что Салман встречается с румынской телеведущей Юлией Вантур.

### Конфликты
В конце 90-х — начале 2000-х годов Салман Хан оказался в центре нескольких скандальных историй, за что СМИ окрестили его Bad Boy No2 (прозвище Bad Boy No1 получил до него другой популярнейший индийский актёр — Санджай Датт). С тех пор образ «плохого парня» сознательно раздувается прессой.
- Во время съёмок фильма «Нас не разлучить» в 1998 году Салман Хан и ещё четверо актёров были арестованы за браконьерство в заповеднике на гарну. Судебное разбирательство по этому вопросу затянулось на 14 лет[9].
- Выход фильма «Чужой ребёнок» в 2001 году сопровождался акциями протеста и большим скандалом: в финансировании съёмок подозревали главу одного из мафиозных кланов Бхарата Шаха. По этой причине многие кинотеатры отменили показ этого фильма, другие же пришлось охранять полицейским, чтобы избежать беспорядков. Принимавших участие в создании фильма, в том числе и Салмана Хана, неоднократно вызывали на допрос в связи с этим делом.
- 19 сентября 2007 года исламская организация «Даарул-Ифта-Манджар-e-Ислам» объявила фетву против Салмана Хана, являющегося мусульманином, за его участие в индуистском религиозном празднике Ганеша-пуджа. (Видеорепортаж)
- В январе 2008 года муфтий Дарул Ифта Салим Ахмад Касми объявил фетву против Салмана Хана за установку его восковой фигуры в Музее Мадам Тюссо в Лондоне.
- 6 мая 2015 года Салман Хан был осуждён на 5 лет лишения свободы за наезд в пьяном виде на бездомного, ночевавшего на улице, после которого Хан скрылся. Преступление было совершено в 2002 году. Сам артист утверждает, что не был в тот день за рулём. Приговор вызвал широкий общественный резонанс. В июле 2015 года была рассмотрена апелляция Хана на приговор, до этого времени актёр оставался на свободе[10]. Точку в этом деле поставил Высший суд Мумбаи, вынесший 8 декабря 2015 года оправдательный приговор[11][12].

## Награды
- 1990 — Filmfare Award за лучший дебют — «Я полюбил»
- 1999 — Filmfare Award за лучшую мужскую роль второго плана — «Всё в жизни бывает»
- 2002 — Z-Gold Bollywood Award как лучший исполнитель главной роли — «Чужой ребёнок»
- 2007 — Премия Раджива Ганди (Rajiv Gandhi Award)
- 2008 — Лучший телеведущий (Best Anchor, телепередача: Dus Ka Dum)
- 2008 — Apsara Award 2008 Best Jodi (совместно с Говиндой)
- 2009 — Лучший телеведущий (Best Anchor, телепередача: Dus Ka Dum)
- 2010 — BIG Star Entertainment Awards в категории Habitat Humanity Ambassadorship
- 2010 — International Indian Film Academy Awards как лучший исполнитель главной роли — «Бесстрашный»
- 2011 — Star Screen Awards как лучший исполнитель главной роли — «Бесстрашный»
- 2011 — Zee Cine Awards как лучший исполнитель главной роли — «Бесстрашный»
- 2011 — 6th Apsara Film & Television Producers Guild Awards как лучший исполнитель главной роли — «Бесстрашный»
- 2011 — Stardust Awards в категории «Звезда года» — «Бесстрашный»
- 2011 — The Global Indian Film and Television Honours как лучший исполнитель главной роли — «Бесстрашный»
- 2011 — 12th International Indian Film Academy Awards как лучший исполнитель главной роли — «Бесстрашный»
- 2011 — Aaj Tak Awards как лучший исполнитель главной роли — «Бесстрашный»
- 2011 — Bollywood Hungama Surfers Choice Movie Awards в категории «Newsmaker of The Year» — «Бесстрашный»
- 2011 — Bollywood Hungama Surfers Choice Movie Awards как лучший актёр — «Бесстрашный»
- 2011 — 6th AXN Action Awards как лучший актёр боевика — «Бесстрашный»
- 2011 — BIG Star Entertainment Awards как лучший актёр боевика — «Телохранитель»
- 2011 — Airtel Super Star Awards в категории Герой — «Телохранитель»
- 2011 — Airtel Super Star Awards в категории Романтическая пара — «Телохранитель» с Кариной Капур
- 2011 — BIG Star Entertainment Awards в категории Лучшая пара года — «Телохранитель» с Кариной Капур
- 2011 — Global Indian Film and Television Honours в категории Best Host On Television — Bigg Boss (4-й сезон)
- 2012 — National Film Award как продюсер —Chillar Party
- 2012 — Stardust Awards' как лучший актёр — «Телохранитель» и «Всегда готов»

## Благотворительность
Салман Хан наиболее известен среди болливудских звёзд своей благотворительной деятельностью. На протяжении многих лет он жертвует немалые средства на лечение детей больных раком и на содержание душевнобольных детей.
В 2006 году специально для этих целей им был основан Фонд Салмана Хана (Salman Khan Foundation). Средства в фонд поступают от добровольных пожертвований, а также от продажи картин Салмана. Своё хобби — живопись — Салман решил использовать для помощи нуждающимся и продал уже ряд своих картин для пополнения счёта фонда. Одна из его работ была продана в 2007 году за 1 крор (примерно 230 тысяч долларов). В 2007 году на средства фонда была проведена первая операция, а также организована премьера нового фильма «Партнёр» для детей из малообеспеченных семей за день до выхода фильма на экраны.

## Разное
- В 2007 году в результате интернет-опроса большинством голосов Салман Хан был избран моделью для создания восковой фигуры для Музея Мадам Тюссо в Лондоне. Презентация восковой фигуры состоялась 15 января 2008 года.